# 大衛·斯克雷拉
大卫·斯克雷拉（法語：David Skrela；1979年3月2日—）是一位法國橄欖球運動員。他是法國國家橄欖球隊的一員，代表法國參加了2011年世界盃橄欖球賽。